# 奇楚
奇楚（Chuychu）是印加神話的彩虹之神，外表像雙頭龍。

## 概要
印加人認為彩虹是來自太陽神印提的禮物或訊息，奇楚將天上的諸神世界和人間的大地連結在一起，因此被視為天界的傳話者或信使，協助太陽神或雨神將祂們賜予生命的禮物送到人間。對某些人來說，祂有一種更神奇的力量，維繫印加民族宇宙觀的三個基本部分，即天、大地和地下王國。

## 脚注
1. ↑  菲利浦．威金森，神話與傳說：圖解古文明的祕密，台北：時報出版，2010。